# Drasenhofen
Drasenhofen är en ort och kommun i Österrike. Den ligger i distriktet Mistelbach i förbundslandet Niederösterreich, 60 km norr om huvudstaden Wien. Kommunen gränsar i norr mot Tjeckien.
Kommunen består av fyra orter (Ortschaften) (inom parentes invånarantal 1 januari 2024):
- Drasenhofen (570)
- Kleinschweinbarth (149)
- Steinebrunn (294)
- Stützenhofen (103)